# استراتيجية قطاع الألعاب والرياضات الإلكترونية
الاستراتيجية الوطنية للألعاب والرياضات الإلكترونية، هي إستراتيجية سعودية أطلقها الأمير محمد بن سلمان بن عبد العزيز آل سعود، ولي العهد رئيس مجلس الوزراء رئيس مجلس الشؤون الاقتصادية والتنمية، الاستراتيجية الوطنية للألعاب والرياضات الإلكترونية، في خطوة جديدة نحو الريادة وجعل المملكة العربية السعودية مركزًا عالميًا في هذا القطاع بحلول عام 2030، مما يسهم في تحقيق أهداف رؤية المملكة 2030 في تنويع الاقتصاد وتوفير الفرص الوظيفية في مختلف القطاعات، وتقديم ترفيه عالي المستوى للمواطنين والمقيمين والزائرين على حد سواء.
وقال سمو ولي العهد: «إن طاقة وإبداع الشباب السعودي وهواة الألعاب الإلكترونية هما المحرك للاستراتيجية الوطنية للألعاب والرياضات الإلكترونية، التي تلبي طموحات مجتمع الألعاب محلياً وعالمياً من خلال توفير فرص وظيفية وترفيهية جديدة ومميزة لهم بهدف جعل المملكة مركزًا عالميًا لقطاع الألعاب والرياضات الإلكترونية بحلول 2030.»

## وصف الاستراتيجية
تضم الاستراتيجية ثلاثة أهداف رئيسة ذات تأثير مباشر على المواطنين والقطاع الخاص ومحبي ومحترفي الرياضات والألعاب الإلكترونية في مختلف أنحاء العالم، تتمثل في رفع جودة الحياة من خلال تحسين تجربة اللاعبين وتوفير فرص ترفيهية جديدة، وتحقيق أثر اقتصادي بالمساهمة في الناتج المحلي الإجمالي بنحو 50 مليار ريال بشكل مباشر وغير مباشر واستحداث فرص عمل جديدة تصل إلى أكثر من 39 ألف فرصة عمل مباشرة وغير مباشرة بحلول عام 2030، وتوفير البيئة التأسيسية لتطوير الكفاءات، كما تهدف إلى الوصول إلى الريادة العالمية وتعزيز مكانة للمملكة على الساحة الدولية، من خلال إنتاج أكثر من 30 لعبة منافسة عالميًا في أستوديوهات المملكة، والوصول إلى أفضل ثلاث دول في عدد اللاعبين المحترفين للرياضات الإلكترونية.
تعتزم المملكة تنفيذ هذه الاستراتيجية من خلال 86 مبادرة تغطي كافة سلسلة القيمة، تقوم بإطلاقها وإدارتها حوالي 20 جهة حكومية وخاصة، من إطلاق حاضنات أعمال واستضافة فعاليات كبرى للألعاب والرياضات الإلكترونية وتأسيس أكاديميات تعليمية وتطوير اللوائح التنظيمية المحفزة التي تضمن مواكبة وتيرة النمو المتسارعة في هذا القطاع، وتتوزع هذه المبادرات ضمن ثمانية محاور تركيز تشمل تطوير التقنية والأجهزة، وإنتاج الألعاب، والرياضات الإلكترونية، والخدمات الإضافية، ومحاور تمكينيه أخرى تشمل البنية التحتية، واللوائح التنظيمية، والتعليم واستقطاب المواهب وكذلك التمويل والدعم المالي.

## الأهداف
تعتبر الاستراتيجية خطوة جديدة نحو الريادة وجعل المملكة العربية السعودية مركزًا عالميًا في هذا القطاع بحلول عام 2030، مما يسهم في تحقيق أهداف رؤية المملكة 2030 في تنويع الاقتصاد وتوفير الفرص الوظيفية في مختلف القطاعات، وتقديم ترفيه عالي المستوى للمواطنين.
ويأتي إطلاق سمو ولي العهد لهذه الاستراتيجية استكمالًا للعديد من المبادرات، والنجاحات الكبيرة التي حققتها المملكة في الفعاليات الترفيهية والرياضية والألعاب الإلكترونية، في إطار رؤية 2030، وخاصة في ظل ما يشهده هذا القطاع من ثورة ونمو متسارع من شأنه توفير فرص جديدة وجوهرية تتطلب وجود إستراتيجية وطنية لتسخير ما تحظى به المملكة من قدرات وإمكانات غير مستغلة لمواكبة التطورات في هذا القطاع وضمان التكامل مع القطاعات الاستراتيجية الأخرى وتعظيم الفائدة على اقتصاد الوطن وتمكين المواطن وزيادة مشاركة القطاع الخاص، وتعزيز مكانة المملكة دوليًا.
ويعد قطاع الألعاب الإلكترونية الأسرع نمواً في القطاعات الإعلامية ويتزايد جمهوره بشكل متسارع ما يجعله اقتصادًا بحد ذاته، ويتوقع أن يصل إلى 200 مليار دولار أمريكي بحلول عام 2023، كما يشكل موقع المملكة كجسر جغرافي بين العالم الغربي والشرقي، وما تتمتع به من جيل يافع مهتم ومحب للألعاب الإلكترونية يصل إلى 21 مليون شخص تقريبًا، مقومات تعزز طموح المملكة لتكون مقرًا لابتكارات مستقبل الألعاب، وجاذبًا لمطوري الألعاب في العالم، ومنصة عالمية للرياضات الإلكترونية، تجذب المواهب والشركات العالمية، وتسهم في تحقيق أثر محلي وعالمي في القطاع، انسجامًا مع أهداف رؤية المملكة 2030.

## مبادرات الاستراتيجية
تضم الإستراتيجية 8 عناصر:
- 14 مبادرة في الألعاب الإلكترونية.
- 4 مبادرات في تطوير التقنيات والأجهزة.
- 16 مبادرة في الحوكمة واللوائح التنظيمية.
- 13 مبادرة في استقطاب المواهب وتطويرها.
- 10 مبادرات في البنية التحتية.
- 6 مبادرات في التمويل والدعم المالي.
- 10 مبادرات في الخدمات الإضافية.
- 13 مبادرة في إنتاج الألعاب.